# سفیان رحیمی
سفیان رحیمی (عربی: سفيان رحيمي؛ زادهٔ ۲۳ مارس ۱۹۹۶) بازیکن فوتبال اهل مراکش است.

## دوران باشگاهی
از باشگاه‌هایی که در آن بازی کرده‌است می‌توان به باشگاه فوتبال الرجا اشاره کرد. او در سال ۲۰۲۴ با تیم العین قهرمان اسیا شد. همچنین عنوان بهترین بازیکن و برترین گلزن را به نام خود ثبت کرد.

## دوران ملی
وی همچنین در تیم ملی فوتبال مراکش بازی کرده‌است.